# Fernando E. Ramón
Monseñor Fernando Enrique Ramón Casas (Valencia, 15 de julio de 1966) es un eclesiástico y profesor católico español, obispo auxiliar de Valencia desde el 11 de enero de 2025.

## Biografía
Nació el 15 de julio de 1966, en la ciudad española de Valencia, aunque vivió con su familia en la localidad de Chirivella, frecuentando la parroquia San Francisco de Paula.
En 1988, ingresó en el Seminario Metropolitano de Valencia, donde realizó sus estudios eclesiásticos, asistiendo a las clases de la Facultad de Teología «San Vicente Ferrer», donde obtuvo el bachillerato en Teología y la licenciatura en Ciencias Religiosas.
Posteriormente, obtuvo la licenciatura en Sagrada Escritura en el Pontificio Instituto Bíblico, y el doctorado por la Pontificia Universidad Gregoriana (1998-2005), siendo alumno del Pontificio Colegio Español en Roma.

### Sacerdocio
Su ordenación sacerdotal tuvo lugar el 28 de mayo de 1994, a manos del arzobispo Agustín García-Gasco; incardinándose en la archidiócesis de Valencia.
Como sacerdote desempeñó los siguientes ministerios:
- Párroco de Santa Ana de Benimarfull, San Miguel Arcángel de Alquería de Aznar, San Bartolomé Apóstol de Almudaina y Ntra. Sra. del Rosario de Benillup (1994-1998).
- Profesor de Religión en Educación Infantil y Primaria, en el Colegio Rural Agrupado de Planes, Benimarfull y Alquería de Aznar (1994-1998); y en ESO, en el colegio M.A.S. de Calderón del Grau de Gandía (2005-2009).
- Vicario parroquial de San Nicolás, en el Grao de Gandía (2005-2009).[2]
- Vicerrector (2009-2011) y rector (2011-2024) del Seminario Metropolitano de Valencia.
- Profesor de Sagrada Escritura de la Facultad de Teología «San Vicente Ferrer» (2007-2024), en el Pontificio Instituto Juan Pablo II, sede en Valencia (2014-2019), y en la Academia de Lenguas Bíblicas, Clásicas y Orientales.
- Capellán del Monasterio de Oblatas de Cristo Sacerdote (2011-2024).[3]
- Consiliario del Movimiento de Cursillos de Cristiandad en Valencia.
- Canónigo lectoral de la Catedral de Valencia (2022-2024).
- Vicario episcopal de la Vicaría V "Liria-Requena-Ademuz" (2024).

### Episcopado
El 6 de noviembre de 2024, el papa Francisco lo nombró obispo auxiliar de Valencia, junto con Arturo Javier García Pérez, asignándole la sede titular de Pertusa. Recibió la ordenación episcopal el 11 de enero de 2025.
En la Conferencia Episcopal Española es, desde abril de 2025, miembro de la Comisión Episcopal para la Educación y Cultura.